# Say Yeah (Kiss)
Say Yeah  è un singolo del gruppo musicale statunitense Kiss, pubblicato nel 2009 ed estratto dall'album Sonic Boom. È stato pubblicato come singolo l'8 dicembre 2009. La canzone è l'ultima contenuta nell'album. I Kiss hanno suonato la canzone per la prima volta il 26 ottobre ad Atlanta, in Georgia.

## Descrizione
Paul Stanley, l'unico autore della canzone, ha detto al riguardo: "Era una canzone che sapevo sarebbe stata grandiosa... sapevo cos'era questa canzone ed è andata esattamente come speravo, e davvero meglio. La band ha quattro grandi voci, quindi quando facciamo un ritornello insieme sembra che il mondo canti". La canzone parla di come non dovremmo perdere tempo e pensare troppo alle cose.
Il brano è stato annunciato il 5 dicembre come il secondo singolo di Sonic Boom ed è stato ufficialmente pubblicato l'8 dicembre, ma in Argentina è uscito nella seconda settimana di gennaio 2010. Come Sonic Boom, la canzone è stata registrata alla Conway Recording Studios di Hollywood. È stato scritto da Paul Stanley e Gene Simmons. Dopo aver raggiunto la posizione numero 11 nella prima settimana, la canzone ha scalato le classifiche in Russia.

## Performance live
La canzone è stata suonata in tutti i concerti dal 26 ottobre 2009 ad Atlanta, durante la tappa nordamericana del Kiss Alive/35 World Tour, per promuovere l'album che poco prima era uscito.

## Testo
Di seguito vi è il testo della canzone:
Late at night you're hearing my voice in your head, yeah
But you (but you) can't silence your own heavy breathing, ha
When you try, you wake up alone in your bed
It's time you see what it's all about
There's one cure and there's no way out
I don't wanna hear "you might"
There's a fire gettin' near and sparks ignite
If you're ready for a wild ride
Let me hear you say yeah
(Yeah, yeah, yeah)
Say yeah
(Yeah, yeah, yeah)
I, I feel all the heat when you see me
And I know (I know), I know that you're feeling it too, ooh yeah
Letting go is something that should be so easy
Hold me close, I know what you want me to do
Your friends are telling you you're better alone
But you'll regret it when you get back home
I don't wanna hear "you might"
There's a fire gettin' near and sparks ignite
If you're ready for a wild ride
Let me hear you say yeah
(Yeah, yeah, yeah)
Say yeah
(Yeah, yeah, yeah)
Who knows where we'll be in the morning?
I know we're here tonight
Get uptight and it all gets so boring
It takes to make you come alive
Take my hand, kiss your fears goodbye
There's something here that we can't deny
It's time you see what it's all about
There's one cure and there's no way out
Let me hear you say it
I wanna hear you say it
Let me hear you say YEAH!
(Yeah, yeah, yeah)
Say yeah
(Yeah, yeah, yeah)
I don't wanna hear "you might"
There's a fire gettin' near and sparks ignite
If you're ready for a wild ride
Let me hear you say yeah
(Yeah, yeah, yeah)
Say yeah
(Yeah, yeah, yeah)
Say yeah
(Yeah, yeah, yeah)
Let me hear you say yeah
A tarda notte senti la mia voce nella tua testa, sì
Ma tu (ma tu) non puoi far tacere il tuo respiro pesante, ah
Quando ci provi, ti svegli da solo nel tuo letto
È ora che tu veda di cosa si tratta
C'è una cura e non c'è via d'uscita
Non voglio sentire "potresti"
C'è un fuoco che si avvicina e le scintille si accendono
Se sei pronto per una corsa sfrenata
Fammi sentire che dici di sì
(Si si si)
Di Di si
(Si si si)
Io, io sento tutto il calore quando mi vedi
E lo so (lo so), so che lo senti anche tu, ooh yeah
Lasciar andare è qualcosa che dovrebbe essere così facile
Tienimi stretto, so cosa vuoi che faccia
I tuoi amici ti dicono che stai meglio da solo
Ma te ne pentirai quando tornerai a casa
Non voglio sentire "potresti"
C'è un fuoco che si avvicina e le scintille si accendono
Se sei pronto per una corsa sfrenata
Fammi sentire che dici di sì
(Si si si)
Di Di si
(Si si si)
Chissà dove saremo domattina?
So che siamo qui stasera
Diventa teso e tutto diventa così noioso
Ci vuole per farti prendere vita
Prendi la mia mano, bacia le tue paure addio
C'è qualcosa qui che non possiamo negare
È ora che tu veda di cosa si tratta
C'è una cura e non c'è via d'uscita
Lascia che te lo dica
Voglio sentirtelo dire
Fammi sentire che dici SI!
(Si si si)
Di Di si
(Si si si)
Non voglio sentire "potresti"
C'è un fuoco che si avvicina e le scintille si accendono
Se sei pronto per una corsa sfrenata
Fammi sentire che dici di sì
(Si si si)
Di Di si
(Si si si)
Di Di si
(Si si si)
Fammi sentire che dici di sì
(Si si si)»
(Kiss, 2009)

## Formazione
- Gene Simmons – basso e voce
- Paul Stanley – chitarra secondaria e voce
- Tommy Thayer – chitarra solista e voce
- Eric Singer – batteria e voce